# 蒙吉亚
蒙吉亚（西班牙語：Munguía）是西班牙巴斯克自治区比斯开省的一个市镇。总面积55平方公里，总人口13807人（2001年），人口密度251人/平方公里。